# Invasione di Buhran
L'invasione di Buhran avvenne nel 3º anno dell'Egira del calendario islamico, nel 4º o 5º mese. Giunse notizia ai musulmani che una potente forza dei Banu Sulaym di Buhran stava avanzando verso Medina. Muhammad, alla guida di 300 uomini, si diresse nell'Hijaz fino a Buhran, dove i Banu Sulaym fuggirono in preda al panico.
Durante tutta la spedizione non incontrarono nessun nemico e non ci furono combattimenti. Secondo lo studioso musulmano Saifur Rahman al-Mubarakpuri, la spedizione viene considerata un' "incursione di pattugliamento".
Questo evento è menzionato nella biografia di Muhammad scritta da Ibn Hisham e in fonti islamiche moderne come Ar-Raheeq Al-Makhtum di Saifur Rahman Al-Mubarakpuri.